# Seikimatsu Occult Gakuin
Seikimatsu Occult Gakuin (世紀末オカルト学院, Seikimatsu Okaruto Gakuin, "Academia de Ocultismo Fim do Século") é uma série de televisão de anime japonesa produzida pela A-1 Pictures e Aniplex e dirigida por Tomohiko Itō. O anime de 13 episódios estreou no Japão na rede televisiva TV Tokyo em 6 de julho de 2010. Seikimatsu Occult Academy é o terceiro e último projeto do Anime no Chikara. Foi exibido pelo Crunchyroll uma hora após a transmissão japonesa. Uma adaptação para mangá do anime é atualmente serializada pela Monthly Comic Alive, da Media Factory. Uma série de lançamentos em DVD/Blu-ray é feita com mais de seis volumes. Cada um dos volumes de um a cinco contém dois episódios da série e vêm com extras, como músicas bônus cantadas por vários dubladores dos personagens. O volume final cobre os últimos três episódios. Também existem quatro episódios spinoff, o primeiro está incluido no segundo volume. A série foi apanhada na América do Norte pela NIS America, que a lançou em Blu-ray em 8 de maio de 2012.

## Enredo
Maya é a filha do ex-Diretor da Academia Waldstein. Em 2012, o mundo é invadido por alienígenas, e viajantes do tempo como Fumiaki são enviados de volta para o ano de 1999 para impedir o apocalipse destruindo a Chave de Nostradamus. Em 1999, Maya volta para a Academia como diretora, com a intenção de destruí-la. Seu plano é interrompido quando ela conhece Fumiaki e aprende sobre a futura destruição. Eles formam um pacto para procurar a Chave.
A fim de encontrar a Chave, os agentes do tempo foram providos de telefones celulares especialmente criados. Usando o telefone, Maya e Fumiaki investigam as ocorrências ocultistas.

## Personagens
Maya Kumashiro (神代 マヤ, Kumashiro Maya)
Voz de: Yōko Hikasa
A filha do antigo diretor da Academia Waldstein, Junichirou Kumashiro. Ela odeia o oculto, apesar de seu vasto conhecimento sobre ele. Seu ódio deriva da obsessão de seu pai com o ocultismo, portanto, causando uma relação tensa entre sua esposa e filha. Após a morte de seu pai, Maya torna-se diretora da "Occult Academy" e jura destruir a escola. No entanto, com o progresso da série, o ódio de Maya pelo ocultismo diminui. Eventualmente, ela recupera o seu ex-amor pelo ocultismo, prometendo mantê-lo seguro ao invés de destruí-lo. Mais tarde, é revelado que a Academia era um presente de Natal do seu pai. Maya percebe que ela virou as costas para seu pai quando ele estava apenas tentando satisfazer seus desejos de Natal. Em seguida, ela faz uma promessa para seu pai morto para salvar a Academia e o Mundo. Com a chegada de Fumiaki Uchida, ela forma uma parceria com ele para encontrar a chave de Nostradamus, que vai causar uma invasão alienígena em 21 de julho de 1999.
Fumiaki Uchida (内田 文明, Uchida Fumiaki)
Voz de: Takahiro Mizushima, Sayuri Yahagi (jovem)
Um viajante do tempo de 2012 que é enviado para 1999 para encontrar a chave de Nostradamus. Ele é forçado a se tornar o #6 depois que o agente antes dele, #5, foi morto. Em 1999, Fumiaki era um menino com poderes psíquicos especiais. Apelidado de "Uchida Bunmei", ele apareceu em muitos programas de televisão, demonstrando seus poderes psíquicos ao dobrar uma colher. Sua popularidade cresceu rapidamente, mas a ele veio um custo pesado. Com ele se tornando mais popular, sua mãe tornou-se obcecada com a sua fama, a ponto de recusar-lhe uma vida social normal. Fumiaki eventualmente perde os seus poderes psíquicos, e em 2012, ele foi considerado uma farsa. Ele também é conhecido como "Abe Minoru", que é a identidade coletiva para todos os agentes do tempo.
Ao chegar em 1999, Fumiaki encontra Maya, que pensava que ele era um covarde, pois tudo o que ele fazia é correr com medo. No entanto, depois que Maya vê parte de sua vida em uma experiência de quase-morte e percebe que ele, como ela, também foi uma criança solitária, ele ganha algum respeito. Ele e Maya formam uma equipe para encontrar a Chave de Nostradamus e impedir a invasão alienígena.
Mikaze Nakagawa (中川 美風, Nakagawa Mikaze)
Voz de: Minori Chihara
Mikaze é uma linda adolescente que trabalha em um restaurante local. Suas habilidades culinárias são extremamente excepcionais, e Fumiaki Uchida come no seu restaurante todos os dias. No entanto, apesar de sua bonita e alegre personalidade, Mikaze não é uma adolescente normal.
Chihiro Kawashima (川島 千尋, Kawashima Chihiro)
Voz de: Yū Kobayashi
Chihiro serve como vice-diretora da Academia Waldstein. Ela é retratada como uma mulher severa, embora habitualmente goste de manter um amor diário. Ela é muito apaixonada por Bunmei, e desenvolve um ódio por Mikaze por causa disso.
Ami Kuroki (黒木 亜美, Kuroki Ami)
Voz de: Ayahi Takagaki
Ami uma amiga de infância de Maya, bem como colega na Academia. Ela realmente se preocupa com Maya e tenta suavizar seu ódio pelo ocultismo. Ami é muitas vezes vista com Kozue, JK, e Smile.
Kozue Naruse (成瀬 こずえ, Naruse Kozue)
Voz de: Kana Hanazawa
Kozue é amiga e colega de Ami na Academia. Ela profundamente abraça o ocultismo, como mostrado através de seus esforços para provar a Maya que ele é muito real, incluindo concordar em passar por uma experiência de quase morte para uma aula de demonstração. Kozue é retratada como sendo muito desajeitada, e muitas vezes é a primeira a ser vítima de demônios.
Smile (スマイル, Sumairu)
Voz de: Hiroki Takahashi
Smile funciona como o mecânico da Academia. Ele encontra pela primeira vez Maya e os outros quando Ami pediu  sua ajuda e a de JK para encontrar o  ex-diretor possuído. Smile mostra-se muito hábil em combate físico, embora muitas vezes carregar uma enorme chave inglesa como uma arma. Ele geralmente aparece com JK.
JK
Voz de: Takehito Koyasu
JK é um radiestesista ocultista, que se especializa no uso de hastes radiestéticas para localizar fenômenos sobrenaturais. Como Kozue, ele também é um ocultista maníaco e muitas vezes acompanha os outros personagens quando eventos relacionados com o oculto ocorrem. Ele é capaz de envolver-se em combate utilizando suas hastes radiestéticas, mas normalmente depende de Smile para tirá-lo de dificuldades.

## Recepção
Zac Bertschy, do Anime News Network, observa que a "animação e o design de personagens são maravilhosos, com um trabalho de contexto muito bom" e "um começo incrivelmente forte para um show com grande promessa". Theron Martin diz que a série "é uma das melhores séries da nova temporada (talvez a melhor), incluindo algumas belas artes de fundo, boa animação por cortesia da A-1 Pictures, e desenhos de personagens que certamente não vai entediar". Carl Kimlinger acha que a série "é, se não a melhor, certamente a mais divertida das séries a sair do projeto da Aniplex, Anime no Chikara" e "é mais Sam Raimi do que Tite Kubo". Hope Chapman comenta que "ainda é incrivelmente divertida de uma forma pura, encantadora, lembra um pouco os pedaços mais bem-humorados dos filmes de Mamoru Hosoda".

## Musicografia

### Tema principal
Tema de abertura "Flying Humanoid" "Flying Humanoid" [ja]
Letra, música, arranjo: Kenta Matsukuma. Artista do Vocal: Shoko Nakagawa. Gravadora: Sony Music Records
Tema de encerramento "Kimi ga iru basho" "Kimi ga iru basho" [ja] ("O Lugar Onde Você Está")
Letra: Masato Nakayama (Elements Garden). Música, arranjo: Junpei Fujita (Elements Garden). Artista do Vocal: Ayahi Takagaki. Gravadora: Music Ray'n

### Música de fundo
- Piano: Lisa Nakazono
  - Beethoven, Sonata para Piano No. 21 (sonata "Waldstein") (Episódios #1 ~ 13)
  - Liszt, La Campanella de estúdio (Episódios #3~5, 10, 12)

### Músicas depreview
As pré-visualizações com cenas do próximo episódio contou com músicas hit, a partir da segunda década de 1990, cantada por personagens mulheres no vídeo. Uma dessas músicas, "White Love" não foi da Sony Music, mas de uma gravadora rival, Toy's Factory.
"Love Machine" (Episódios #1, 12)
Maya Kumashiro (Yōko Hikasa) (#1); Sasazuka Exo Sister (#12)
"Be Together" (#2, 3)
Mikaze Nakagawa (Minori Chihara)
"Asia no Junshin" (#4, 5)
Kozue Naruse (Kana Hanazawa)
"Hot Limit" (#6, 7)
Ami Kuroki (Ayahi Takagaki)
"White Love" (#8, 9)
Akari Okamoto (Inori Minase) (Inori Minase [ja])
"Rōningyō no yakata '99" Rōningyō no yakata '99 [ja] (#10, 11)
Chihiro Kawashima (Yū Kobayashi)